# Colostygia arctica
Colostygia arctica är en fjärilsart som beskrevs av Schryer 1881. Colostygia arctica ingår i släktet Colostygia och familjen mätare. Inga underarter finns listade i Catalogue of Life.